# Mikayla Martin
Mikayla Martin (Squamish, 8 gennaio 1997 – Squamish, 1º ottobre 2019) è stata una sciatrice alpina e sciatrice freestyle canadese.

## Biografia
Inizialmente attiva nello sci alpino, la Martin iniziò a partecipare a gare FIS dal dicembre del 2013. In Nor-Am Cup esordì il 15 dicembre 2014 a Panorama in supergigante (26ª), colse il suo miglior piazzamento il 13 dicembre 2015 nella medesima località in combinata (6ª) e disputò la sua ultima gara l'8 dicembre 2017, il supergigante di Lake Louise che non ha completato; non debuttò in Coppa del Mondo né prese parte a rassegne olimpiche o iridate.
Dal gennaio del 2018 si dedicò al freestyle nella specialità dello ski cross; in Nor-Am Cup esordì il 22 gennaio 2018 a Nakiska (5ª) e colse i suoi due podii il 13 e il 14 febbraio successivi a Sunday River (3ª). Nello stesso anno ottenne anche il suo primo podio in Coppa Europa, il 3 marzo a Mittenwald (3ª), vinse la medaglia d'oro ai Mondiali juniores di Cardrona e debuttò in Coppa del Mondo, il 17 dicembre ad Arosa (9ª). Nel 2019 prese parte ai suoi unici Campionati mondiali, classificandosi 8ª nella rassegna iridata di Park City, e il 17 marzo conquistò a Gudauri la sua unica vittoria, nonché ultimo podio, in Coppa Europa.
Morì il 1º ottobre 2019 a causa di un incidente in mountain bike occorsole a Squamish; la sua ultima gara in carriera rimase così quella di Australia New Zealand Cup disputata a Mount Hotham l'8 agosto precedente, chiusa dalla Martin al 3º posto.

## Palmarès

### Freestyle

#### Mondiali juniores
- 1 medaglia:
  - 1 oro (ski cross a Cardrona 2018)

#### Coppa del Mondo
- Miglior piazzamento in classifica generale: 93ª nel 2019
- Miglior piazzamento nella Coppa del Mondo di ski cross: 19ª nel 2019

#### Coppa Europa
- Miglior piazzamento nella classifica di ski cross: 15ª nel 2019
- 2 podi:
  - 1 vittoria
  - 1 secondo posto

##### Coppa Europa - vittorie
| Data          | Località | Paese   | Specialità |
| ------------- | -------- | ------- | ---------- |
| 17 marzo 2019 | Gudauri  | Georgia | SX         |

Legenda:

SX = ski cross

#### Nor-Am Cup
- Miglior piazzamento in classifica generale: 46ª nel 2018
- Miglior piazzamento nella classifica di ski cross: 4ª nel 2018
- 2 podi:
  - 2 terzi posti

#### Australia New Zealand Cup
- Miglior piazzamento in classifica generale: 4ª nel 2020
- Miglior piazzamento nella classifica di ski cross: 4ª nel 2020
- 2 podi:
  - 2 terzi posti

### Sci alpino

#### Nor-Am Cup
- Miglior piazzamento in classifica generale: 45ª nel 2016

#### Campionati canadesi
- 1 medaglia:
  - 1 argento (supergigante nel 2017)